# Hyundai Inster
A Hyundai Inster egy akkumulátoros elektromos crossover, melyet 2024-től gyártanak.

## Bemutatása
A Hyundai Instert 2024 június 27-én mutatták be a Busani Autószalonon. Az A-SUV és a B-SUV szegmensek között helyezkedik el.

## Technikai sajátosságok
A Hyundai Inster az Ázsiában gyártott és forgalmazott Hyundai Casperen és annak K1 műszaki platformján alapul.

### Erőátvitel
A Hyundai Inster által használt integrált meghajtómodul a BorgWarnertől származik. A maximális teljesítmény 71 kW, a nyomaték 147 Nm az elöl szerelt vontatómotor esetében a Standard sorozatban, valamint 84,5 kW a teljesítmény és 147 Nm a nyomaték a Long Range változat esetében.
A Hyundai Inster Standard és Long Range hajtáslánccal elérhető 42 kWh, illetve 49 kWh akkumulátorral. Lítium-nikkel-mangán-kobalt (NMC) akkumulátorral van felszerelve. A WLTP szabványok szerint az elektromos hatótáv Standard változat esetében 300 km, míg a Long Range változatnál 355 km. Beépített töltővel rendelkezik, amelyen akár 11 kW-os váltakozó árammal is tölthető; emellett a jármű akár 120 kW teljesítményű egyenáramú forráshoz is csatlakoztatható, amely sebességgel az akkumulátor 30 perc alatt 10-ről 80%-ra töltődik.

### Motorok
A Hyundai Inster két motorral kapható: 71 kW-os villanymotorral (97 LE) és 147 Nm nyomatékkal, amelyet 42  vagy 84  (115 kapacitású akkumulátor hajt) és továbbra is 147   nyomaték 49   akkumulátorral. Mindkét esetben az Inster alapkivitelben 11   beépített töltővel van felszerelve, és V2L kétirányú töltési funkcióval rendelkezik (“ Vehicle-to-Load ") lehetővé teszi külső elektromos eszközök csatlakoztatását 230 Volts .
| Logo de Hyundai Motor                     | Hyundai Inster                 | Hyundai Inster                 |
| Logo de Hyundai Motor                     | 42 kWh                         | 49 kWh                         |
| ----------------------------------------- | ------------------------------ | ------------------------------ |
| Type de moteur                            | Synchrone à aimants permanents | Synchrone à aimants permanents |
| Puissance moteur (ch) [kW]                | 97 (71)                        | 115 (84)                       |
| Couple maximal (N m)                      | 147                            | 147                            |
| Transmission                              | Traction                       | Traction                       |
| Vitesse maximale (km/h)                   | 140                            | 150                            |
| 0-100 km/h (s)                            | 11,7                           | 10,6                           |
| Masse à vide (kg)                         |                                |                                |
| Batterie                                  |                                |                                |
| Type                                      | Lithium-ion                    | Lithium-ion                    |
| Capacité brute (kWh)                      | 42                             | 49                             |
| Capacité utile (kWh)                      |                                |                                |
| Autonomie (WLTP) (km)                     | 300                            | 355                            |
| Consommation en cycle mixte (kWh/100 km)  |                                |                                |
| Consommation en ville (kWh/100 km)        |                                |                                |
| Masse de la batterie (kg)                 |                                |                                |
| Puissance de charge                       |                                |                                |
| en courant alternatif monophasé (AC) (kW) | 7,4                            | 7,4                            |
| en courant alternatif triphasé (AC) (kW)  | 11                             | 11                             |
| en courant continu (DC) (kW)              | 120                            | 120                            |
| Temps de recharge                         |                                |                                |
| sur une prise Wallbox 3,7 kW (0 à 100 %)  |                                |                                |
| sur une borne 11 kW (0 à 100 %)           |                                |                                |
| sur une borne 120 kW (DC) (10 à 80 %)     | 30 minutes                     | 30 minutes                     |

## Fordítás
Ez a szócikk részben vagy egészben  a   Hyundai Inster című francia Wikipédia-szócikk ezen változatának fordításán alapul.  Az eredeti cikk szerkesztőit annak laptörténete sorolja fel. Ez a jelzés csupán a megfogalmazás eredetét és a szerzői jogokat jelzi, nem szolgál a cikkben szereplő információk forrásmegjelöléseként.